# نیکولاس مویساندر
نیکلاس مویساندر (هلندی: Niklas Moisander؛ زادهٔ ۲۹ سپتامبر ۱۹۸۵) بازیکن سابق فوتبال اهل فنلاند است.

## باشگاهی
از باشگاه‌هایی که در آن بازی کرده‌است می‌توان به آژاکس آمستردام و باشگاه فوتبال ای‌زی آلکمار اشاره کرد.

## تیم ملی
وی همچنین در تیم ملی فوتبال فنلاند بازی کرده است.